# اوبرویل
اوبرویل (به فرانسوی: Auberville) یک کمون در فرانسه است که در canton of Dozulé واقع شده‌است. اوبرویل ۲٫۶۲ کیلومتر مربع مساحت دارد ۱۱۰ متر بالاتر از سطح دریا واقع شده‌است.